# Џорџ К. Скот
Џорџ Кембел Скот (енгл. George Campbell Scott) био је амерички глумац рођен 18. октобра 1927. године у Вајзу (Вирџинија), а преминуо 22. септембра 1999. године у Вестлејк Вилиџу (Калифорнија).
Њего син је амерички глумац Кембел Скот из брака са канадско-америчком глумицом Колин Дјухерст (1924–1991). Једна од његових ћерки је глумица Девон Скот.

## Филмографија
| Улоге Џорџа Си Скота |                            |                                    |                                  |          |
| Година               | Српски назив               | Изворни назив                      | Улога                            | Напомена |
| 1959.                | Анатомија једног убиства   |                                    |                                  |          |
| 1961.                | Хазардер                   |                                    |                                  |          |
| 1964.                | Др Стрејнџлав              |                                    | генерал Бак Тургидсон            |          |
| 1964.                | Жути Ролс-Ројс             |                                    | гангстер Паоло Малтесе           |          |
| 1970.                | Патон                      |                                    | Генерал Џорџ Патон               |          |
| 1971.                |                            | ITV Saturday Night Theatre (#3.16) |                                  |          |
| 1971.                | Болница                    |                                    | доктор Херберт „Херб” Бок        |          |
| 1971.                | Могли би бити џинови       |                                    |                                  |          |
| 1980.                | Замена                     |                                    | Џон Расел                        |          |
| 1984.                | Потпаљивачица              |                                    | Џон Рејнбирд                     |          |
| 1990.                | Истеривач ђавола 3: Легија |                                    | поручник Вилијам „Бил” Киндермен |          |
| 1990.                | Спаситељи у Аустралији     |                                    | Персивал К. Меклич               |          |
| 1997.                | Дванаест гневних људи      |                                    |                                  |          |
| 1999.                | Глорија                    |                                    | Рубин „Руби”                     |          |